# Ulla Billquist-stipendiet
Ulla Billquist stipendiet är en utmärkelse som delas ut varje år av Folkets Hus och Parker i ett samarbete med släktingar till Ulla Billquist. Priset delas ut till "en begåvad ungdom inom områdena teater, sång och musik", och ger både ära och en symbolisk summa pengar på 30 000 kr. Enligt praxis ges priset endast till kvinnor inom musik upp till 35 år gamla. I början kunde även män och personer inom teater såsom scenografen Peter Tillberg få det.

## Stipendiater
- 1984 – Inga Lill Johansson
- 1985 – Peter Tillberg
- 1986 – Jörgen Magnusson
- 1987 – Sofia Källgren
- 1988 – Meta Roos
- 1989 – Anne-Lie Rydé
- 1990 – Lisa Nilsson
- 1991 – Louise Hoffsten
- 1992 – Josefin Nilsson
- 1993 – Towe Jaarnek
- 1994 – Lisa Ekdahl
- 1995 – Lotta Engberg
- 1996 – Rebecka Törnqvist
- 1997 – Helen Sjöholm
- 1998 – Viktoria Tolstoy
- 1999 – Cajsalisa Ejemyr
- 2000 – Remedeeh
- 2001 – Carola Häggkvist
- 2002 – Sanna Nielsen
- 2003 – Jill Johnson
- 2004 – Pernilla Wahlgren
- 2005 – Robyn
- 2006 – Nanne Grönvall
- 2007 – Jessica Andersson
- 2008 – Annika Norlin
- 2009 – Marit Bergman
- 2010 – Sofia Karlsson
- 2011 – Pernilla Andersson
- 2012 – Laleh
- 2013 – Nina Ramsby
- 2014 – Edda Magnason
- 2015 – Amanda Jenssen
- 2016 – Linnea Henriksson
- 2017 – Sofia Jannok
- 2018 – Seinabo Sey
- 2019 – Klara och Johanna Söderberg (First Aid Kit)
- 2020 – Miriam Bryant
- 2021 – Sarah Klang
- 2022 – Molly Sandén
- 2023 – Sara Parkman
- 2024 – Miss Li
- 2025 – Amanda Bergman